# Buddismo in Vietnam

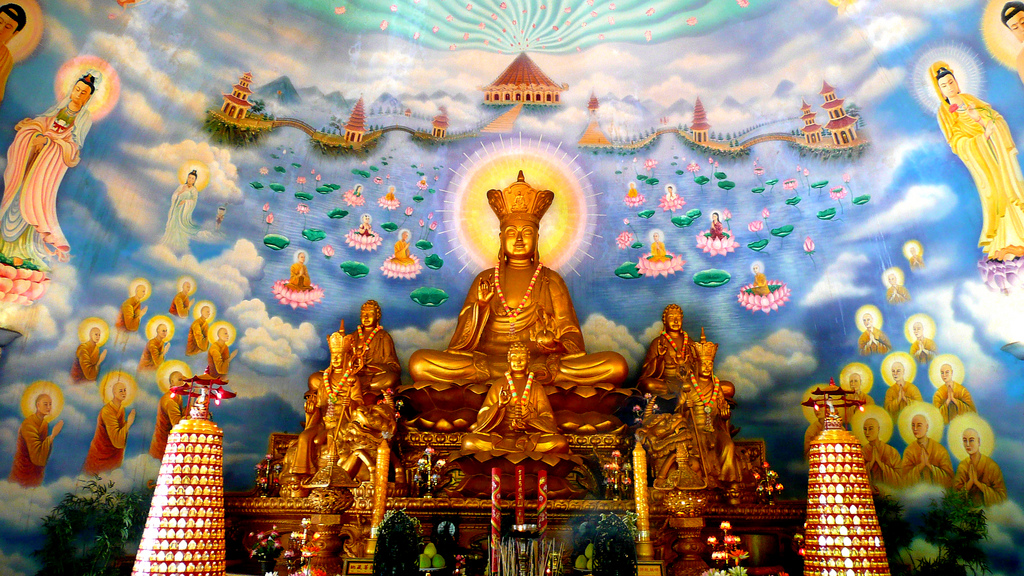
Arte in un tempio buddhista presso Saigon. Al centro è visibile una statia del bodhisattva Ksitigarbha la sua Terra Pura.

Il buddismo in Vietnam praticato è principalmente quello della tradizione Mahāyāna; esso potrebbe essere arrivato già a partire dal III-II secolo a.C. dall'Asia meridionale o dalla Cina nel I-II secolo. Il buddismo vietnamita ha avuto un rapporto simbiotico col Taoismo, assieme alla spiritualità cinese, vietnamita e alla religione indigena.

## Storia
L'unità politica e culturale del Vietnam è una realtà dell'età moderna. Per secoli l'attuale stato del Vietnam è stato diviso in due: quello meridionale, sotto l'influenza della "Grande India" fino al XV secolo, da lì accolse il buddismo; mentre quello settentrionale è stato per lungo tempo sotto l'influenza cinese e, facendo parte integrante per alcuni secoli di questo Impero, ne ereditò alcune correnti buddhiste.
Il Vietnam settentrionale ha quindi svolto un duplice ruolo: fino al III secolo d.C. è stato luogo di transito di mercanti e missionari indiani verso la Cina, mentre in epoca Tang, nel VI secolo, la Cina utilizzò il buddismo cinese per uniformare le culture cinese e vietnamita.
Con l'indipendenza dalla Cina, raggiunta alla metà del X secolo con la dinastia vietnamita Đinh (periodo: 969-981), il buddismo fu proclamato religione nazionale.
Nel XV secolo la dinastia Trần del Nord conquistò il regno indiano dei Champa (viet. Chăm Pa) situato nella zona centrale dell'attuale Vietnam, esportando così la cultura e il buddismo sinizzato e Mahāyāna (in vietnamita Đại thừa) del Vietnam settentrionale.
Oggi il buddismo non Mahāyāna, ovvero quello di scuola Thượng tọa bộ (buddismo Theravāda), è praticato esclusivamente dalla minoranza Khmer Krom che vive nel delta del fiume Mekong e ai confini con la Cambogia.